# 科林·安德魯斯
科林·安德魯斯（？—）是一名英國前電機工程師，以對麥田圈的研究而知名。

## 生平
在1983年，安德魯斯首度見到了麥田圈，自此便對麥田圈產生了興趣。其後，安德魯斯成立了國際圓圈現象研究中心（Circles Phenomenon Research International）。他與曾在美國太空總署工作的帕特·德爾加多（Pat Delgado）等人合作研究麥田圈。1989年，安德魯斯與帕特·德爾加多合著的《圓狀痕證據》（Circular Evidence）出版，成為了暢銷書。在1990年代時，安德魯斯的工作曾受到億萬富翁勞倫斯·洛克斐勒的資助。
歷經多年研究後，安德魯斯認為80％的麥田圈都是人為的，但仍認為大約20％的麥田圈來自未知的力量。
安德魯斯曾在2002年紀錄片《Crop Circles: Quest for Truth》中接受採訪。他也為同年上映的好萊塢電影《靈異象限》提供諮詢；他在接受媒體採訪時表示擔心這部電影上映後會引來更多人為製造的麥田圈。他還擔任2003年英國低成本電影《A Place to Stay》的首席顧問。

## 獎項
- 2009年，PRG獎終身成就獎[9][10]。

## 外部連結
- 官方网站 （英文）
- 科林·安德魯斯在互联网电影资料库（IMDb）上的資料（英文）